# Toundoute
Toundoute  (in arabo توندوت‎?) è un centro abitato e comune rurale del Marocco situato nella provincia di Ouarzazate, regione di Drâa-Tafilalet. Conta una popolazione di 10 606 abitanti (censimento 2014).